# Station Wambrechies
Station Wambrechies was een spoorwegstation in de Franse gemeente Wambrechies.
Het werd met een beperkte dienstregeling bediend door lijn 5 van de TER-Nord-Pas-de-Calais, op 14 december werd de spoorlijn en alle stations gesloten vanwege de slechte staat, en werden de treinen vervangen door bussen, er zijn plannen om en tramverbinding over de spoorlijn te laten rijden vanaf 2027.